# Queen Latifah
Dana Elaine Owens (Newark, 18 de março de 1970), conhecida por seu nome artístico Queen Latifah, é uma rapper, atriz, compositora e cantora norte-americana. Ela recebeu vários prêmios, incluindo um Grammy, um Emmy, um Globo de Ouro, três Screen Actors Guild Awards, dois NAACP Image Awards, e uma indicação ao Oscar de Melhor Atriz Coadjuvante pelo filme Chicago em 2002. Em 2006, Latifah se tornou a primeira artista de hip hop a receber uma estrela na Calçada da Fama.
LatifahI iniciou sua carreira como rapper em 1989, lançando seu primeiro álbum All Hail the Queen. Ela fez sua estreia no cinema com o filme Jungle Fever (1991), e teve seu primeiro papel principal no filme Set It Off, de 1996. Desde então, ela estrelou em vários filmes como, O Colecionador de Ossos (1999), A Casa Caiu e Todo Mundo em Pânico 3 (2003), Taxi (2004), Beauty Shop (2005), As Férias da Minha Vida (2006), Hairspray (2007), Mad Money, Jogo de Amor em Las Vegas e A Vida Secreta das Abelhas (2008), Jogada Certa e Idas e Vindas do Amor (2010), Joyful Noise e Steel Magnolias (2012), Bessie (2015), Milagres do Paraíso (2016) e Girls Trip (2017); Além de dublar a personagem Ellie, nos filmes da franquia A Era do Gelo.
Na televisão, teve seu primeiro papel de destaque em 1993, como Khadijah James na sitcom Living Single. Também apresentou seu próprio talk show The Queen Latifah Show, que foi exibido de 1999 a 2001, e novamente de 2013 a 2015. Desde 2021, ela atua como Robyn McCall no seriado da CBS The Equalizer.

## Biografia
Latifah nasceu em 18 de março de 1970, em Newark, New Jersey, e viveu principalmente em East Orange, New Jersey. É filha de Rita (falecida em 21 de março de 2018), uma professora e Lancelot Owens, um policial; Ela também tinha um irmão mais velho, Lance Owens Jr. (falecido em 1992), que também era policial. Seus pais se divorciaram quando ela tinha oito anos.
Latifah foi criada na Igreja Batista e estudou em uma escola católica em Newark. Seu nome artístico Latifah, significa "delicada" e "muito gentil" em árabe; Ela encontrou o nome em um livro islâmico de nomes quando tinha oito anos. Sempre uma garota alta, Latifah foi uma ala-pivô no time de basquete feminino da escola. Seu primeiro contato com atuação e canto, foi quando ela interpretou a música "Home" do musical The Wiz em uma peça da escola primária.

## Música

### Sucesso Musical (1988-1998)
Latifah começou fazendo beatbox no grupo de hip-hop "Ladies Fresh" e também como uma das integrantes do grupo de MC's Flavor Unit. Em 1988, com a ajuda de seu amigo DJ King Gemini, Latifah produziu uma fita demo, com uma faixa intitulada Princess of the Posse. A música chamou a atenção da gravadora Tommy Boy Records, que assinou com Latifah. Em 1989, aos 19 anos de idade, Latifah lançou seu álbum de estreia All Hail the Queen, deixando sua marca no rap e no hip-hop, sendo uma das primeiras mulheres a fazer sucesso como rapper. Ela costumava usar trajes africanos durante aparições públicas e videoclipes, looks que se tornaram sua marca registrada. Suas músicas abordavam temas relacionados as mulheres afro-americanas como, violência doméstica e assédio sexual, isso em uma cultura que até aquele ponto, já tinha sido dominada pela misoginia. 
Em 1991, Latifah continuou fazendo sucesso com o lançamento de seu segundo álbum Nature of a Sista. Seu terceiro álbum, Black Reign, lançado em 16 de novembro de 1993, se tornou seu álbum de maior sucesso comercial; Ela recebeu certificação de ouro pela RIAA, por vender mais de 500 mil cópias, e se tornou o primeiro álbum de uma rapper solo a receber uma certificação. Desse álbum saiu o single U.N.I.T.Y., que trouxe em sua letra um discursou contra o desrespeito às mulheres na sociedade, abordando questões de assédio sexual, violência doméstica e insultos contra mulheres na cultura hip-hop. O single foi aclamado pela critica e chegou ao top 30 da Billboard Hot 100, e rendeu para Latifah o Grammy de "Melhor Performance de Rap Solo" em 1995.
Em 1998, após um hiatus na música, Latifah lançou seu quarto álbum de estúdio Order in the Court, pela Motown Records. No mesmo ano, ela se apresentou no show do intervalo do Super Bowl XXXII, tornando-se a primeira rapper a se apresentar no evento.

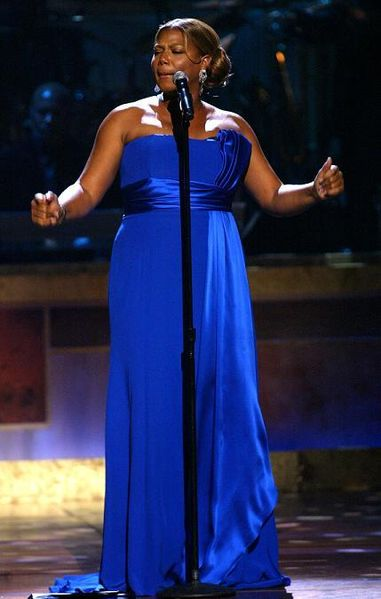
Latifah se apresentando BET Awards, em 30 de maio de 2009.

### Mudança de Estilo (2004-2007)
Em 2004, Latifah lançou seu quinto álbum de estúdio The Dana Owens Album, pela A&M Records. O álbum leva seu nome de nascimento, e diferente de seus lançamentos anteriores, foi focando no gênero jazz. O álbum recebeu certificação de ouro nos Estados Unidos e uma indicação ao Grammy na categoria de "Melhor Álbum Vocal de Jazz".
Em 25 de setembro de 2007, foi lançado seu sexto álbum Trav'lin' Light, seguindo o estilo musical do anterior, e traz participações especiais de Jill Scott, Erykah Badu, Joe Sample, George Duke, Christian McBride e Stevie Wonder. O álbum recebeu uma indicação ao Grammy na categoria de "Melhor Vocal em Álbum de Pop Tradicional". Em 11 de julho de 2007, Latifah cantou no Hollywood Bowl, como atração principal em um concerto de jazz; Ela foi apoiada por uma orquestra de 10 peças e três vocalistas de apoio.

### Retorno ao Hip-Hop (2008-2011)
Em 2008, Latifah foi perguntada se ela faria outro álbum de hip-hop. Ela afirmou que o álbum já estava pronto e se chamaria "All Hail the Queen II", porém o mesmo nunca foi lançado. Em  junho de 2019, o The New York Times listou Latifah entre os artistas cujo material teria sido destruído no incêndio da Universal Music em 2008.
Em 2009, Latifah retorna ao hip-hop com o lançamento de seu sétimo disco Persona. A música "Cue the Rain" foi lançado como primeiro single. O álbum também traz uma parceria com a rapper Missy Elliott. No mesmo ano, Latifah se juntou com o NJPAC Coro Júbilo, onde gravaram a faixa-título do álbum Oh, Happy Day: An All-Star Music Celebration, cover da música gospel que Edwin Hawkins.
Em 7 de fevereiro de 2010, ela cantou "America the Beautiful" no Super Bowl XLIV, ao lado da cantora country Carrie Underwood. Em 2011, Latifah gravou a música "Who Can I Turn To", um dueto com Tony Bennett que foi lançada no álbum de Tony "Duets II".

### Gênero, Voz e Influências
O gênero musical de Latifah é classificado como rap, hip-hop, jazz e gospel, incorporando elementos de R&B, soul e dance. Ela possui um alcance vocal de duas oitavas. Suas maiores influências musicais são Bessie Smith, EPMD, KRS-One, LL Cool J, Public Enemy e Run-DMC.

## Cinema e Televisão
Latifah começou sua carreira cinematográfica em 1991, com um papel em Jungle Fever, dirigido por Spike Lee; Ela também atuou no filmes House Party 2 e Juice, e participou de dois episódios da segunda temporada de The Fresh Prince of Bel-Air. De 1993 a 1998, Latifah teve um papel principal na série da Fox Living Single, que ganhou altas classificações entre público negro. Em 1996, ela interpretou a personagem principal Cleo, no filme de drama e ação Set It Off, que foi um sucesso de critica e bilheteria. Posteriormente, teve um papel de apoio no filme Living Out Loud (1998). Em 1999, ela desempenhou o papel de Thelma no filme The Bone Collector, ao lado de Denzel Washington e Angelina Jolie. Em 13 de setembro de 1999, ela lançou seu próprio talk show, The Queen Latifah Show, que foi exibido pelo canal CBS até 31 de agosto de 2001.

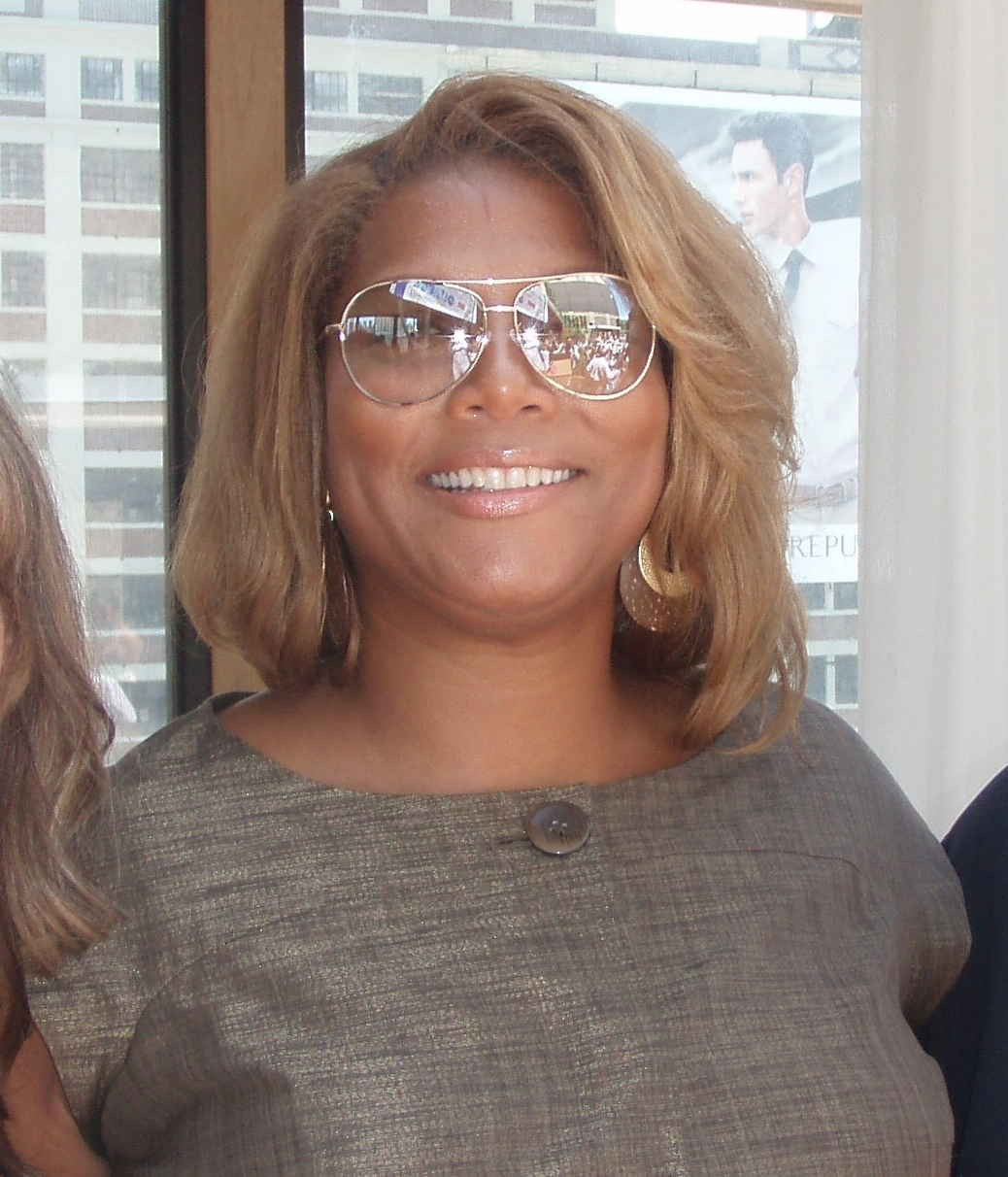
Latifah em 2008.

Em 2002, Latifah atuou como Matron "Mama" Morton no aclamado filme musical Chicago, e recebeu uma nomeação ao Oscar de Melhor Atriz Coadjuvante pelo papel. Em 2003, estrelou ao lado de Steve Martin, o filme de comédia Bringing Down the House, que foi um sucesso de bilheteria. No início de 2006, Latifah estrelou o filme Last Holiday, fez a voz de Ellie, a simpática mamute no filme de animação, Ice Age: The Meltdown, e apareceu no drama Stranger than Fiction. Em 4 de janeiro de 2006, ela se tornou a primeira artista de hip hop a receber uma estrela na Calçada da Fama.
Em 2007, Latifah atuou na versão cinematográfica do sucesso da Broadway Hairspray.Também em 2007, ela interpretou uma mulher portadora do vírus HIV no telefilme Life Support, pelo qual ela ganhou um Globo de Ouro, um Screen Actors Guild e uma nomeação Emmy. Em 2008, Latifah apareceu na comédia Mad Money, ao lado de Diane Keaton, Katie Holmes e Ted Danson. Em 2009, ela participou do Oscar, cantando "I'll Be Seeing You" durante o segmento de homenagem aos profissionais falecidos, e também discursou no memorial de Michael Jackson, embora, tenha revelado em uma entrevista que não chegou a conhece-lo.
Em 2010, ela apresentou as premiações People's Choice Awards e o BET Awards. Em 2012, estrelou ao lado de Dolly Parton o filme musical Joyful Noise, e também atuou no filme da Lifetime Steel Magnolias. Em 16 de setembro de 2013, Latifah retornou com seu talk show The Queen Latifah Show.  Em 26 de janeiro de 2014, ela oficializou os casamentos de 33 casais LGBT's durante uma apresentação da música "Same Love" de Macklemore no Grammy Awards.  Em 2015, Latifah recebeu uma indicação ao Emmy de Melhor Atriz por seu papel como Bessie Smith, no filme da HBO, Bessie.
De 2016 a 2019, atuou como Carlotta Brown na série musical da Fox Star. Em 5 de novembro de 2019, Latifah interpretou a vilã Úrsula no especial da ABC The Little Mermaid Live!. Embora a produção em si não tenha sido bem recebida, os críticos elogiaram amplamente a performance de Latifah, com o The Hollywood Reporter chamando sua performance de "o melhor momento da noite".
Em 2020, ela interpretou a atriz Hattie McDaniel na minissérie Hollywood. Em 2021, ela retorna a televisão interpretando Robyn McCall, protagonista do seriado da CBS The Equalizer.

## Legado

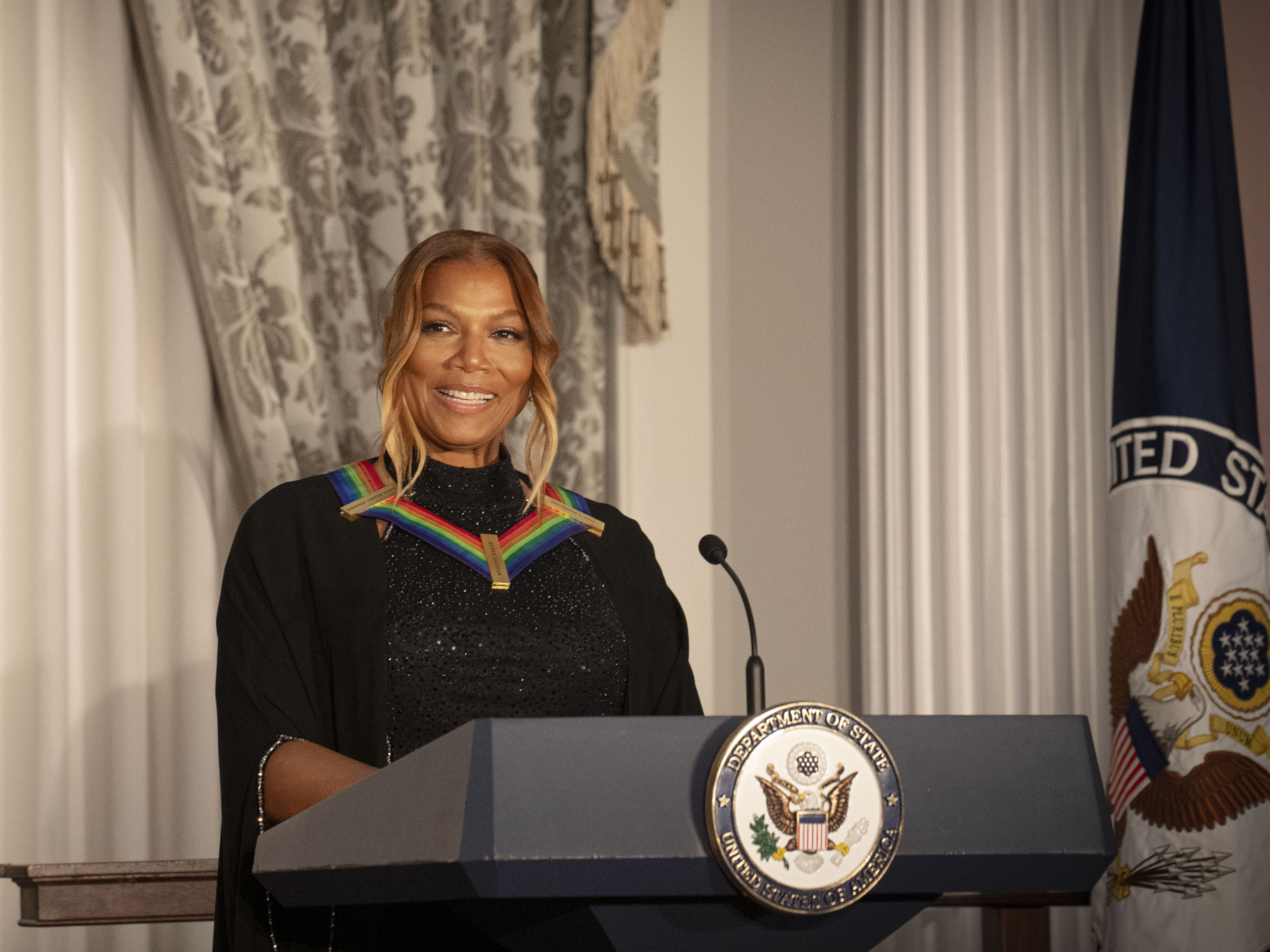
Latifah discursando no jantar de honra do Kennedy Center em Washington, D.C., em 2 de dezembro de 2023.

Queen Latifah já foi citada como uma influência para vários artistas como, Vin Diesel, Lauryn Hill, Missy Elliott, Megan Thee Stallion, Lizzo, Michael K. Williams, Keke Palmer, entre outros. O ator Lin-Manuel Miranda afirmou que Latifah inspirou sua interpretação de Angelica Schuyler no musical Hamilton.
Em junho de 2011, Latifah recebeu um doutorado honorário em Letras Humanas pela Delaware State University. Em 2019, a Universidade de Harvard concedeu a ela uma medalha por suas contribuições culturais.
Em 2020, a revista Vogue, considerou Latifah um ícone da moda que "ajudou a iniciar uma conversa sobre a imagem corporal que continua até hoje", creditando-a entre as pioneiras na "inclusão da moda para todos os tamanho". Em 2021, ela recebeu um BET Lifetime Achievement Award.
Em 2023, o álbum de estreia de Latifah, All Hail the Queen, foi adicionado ao Registro Nacional de Gravações da Biblioteca do Congresso. No mesmo ano, ela se tornou a primeira rapper mulher a ser homenageada pelo Kennedy Center.

## Vida pessoal
Latifah é reservada quanto sua vida pessoal; Ela tem um filho adotivo chamado Rebel, que nasceu em 2019. Ela é casada com Eboni Nichols. Isso só foi revelado em 2021, pela própria Latifah quando ela recebeu um premio no BET Awards, e durante seu discurso de aceitação, ela reconheceu publicamente sua parceira de longa data Eboni e seu filho Rebel. Seu filho só foi fotografado pela primeira vez em 2022, durante um passeio.
Em 1992, seu irmão mais velho, Lance Owens Jr., morreu em um acidente de moto. A moto que ele estava pilotando tinha sido um presente recente de Latifah. Ela usou a chave da moto em um colar no pescoço, que podia ser visto em suas cenas na série Living Single. Em 1999, ela lançou sua autobiografia "Ladies First: Revelations of a Strong Woman",  e revelou que a morte de seu irmão a levou a um surto de depressão e abuso de drogas.
Em 1995, Latifah e seu então namorado, Sean Moon, foram assaltados quando estavam dirigindo pelo Harlem. Embora o casal tenha desistido do veículo sem resistência, os dois assaltantes atiraram em Sean no estômago. Ele sobreviveu, mas o incidente abalou Latifah e ela começou a andar com uma arma de fogo para proteção; isso a levou a ser presa em Los Angeles em 1996, e acusada de porte de arma carregada (e posse de maconha). Em 2002, ela foi presa novamente por dirigir sob influência de álcool no condado de Los Angeles. Ela foi condenada a três anos de liberdade condicional.
Em 2003, ela fez uma cirurgia de redução de mama, como uma maneira de reduzir dores nas costas e ombro.

## Discografia

### Álbuns de estúdio
- 1989 - All Hail the Queen (650.000 cópias vendidas)
- 1991 - Nature of a Sister (400.000 cópias vendidas)
- 1993 - Black Reign (1.000.000 cópias vendidas)
- 1998 - Order in the Court (250.000 cópias vendidas)
- 2004 - The Dana Owens Album (500.000 cópias vendidas)
- 2007 - Trav'lin Light (300.000 cópias vendidas)
- 2009 - Persona (110.000 cópias vendidas)

## Filmografia

### Filmes
| Ano  | Título                                | Personagem             | Informações |
| ---- | ------------------------------------- | ---------------------- | --- |
| 1991 | Jungle Fever                          | Lashawn                | |
| 1991 | House Party 2                         | Zora                   | |
| 1992 | Juice                                 | Ruffhouse M.C.         | |
| 1993 | My Life                               | Theresa                | |
| 1996 | Até as Últimas Consequências          | Cleopatra 'Cleo' Sims  | |
| 1997 | Hoodlum                               | Sulie                  | |
| 1998 | Living Out Loud                       | Liz Bailey             | |
| 1998 | Sphere                                | Alice "Teeny" Fletcher | |
| 1999 | O Colecionador de Ossos               | Thelma                 | |
| 2002 | Chicago                               | Matron "Mama" Morton   | Indicação ao Oscar de Melhor Atriz Coadjuvante                                                                   |
| 2002 | No Embalo do Amor                     | Francine               | |
| 2002 | Living with the Dead                  | Midge Harmon           | Telefilme |
| 2002 | The Country Bears                     | Cha-Cha                | Voz |
| 2003 | Todo Mundo em Pânico 3                | Tia Shaneequa          | |
| 2003 | A Casa Caiu                           | Charlene Morton        | Também produtora                                                                                                 |
| 2004 | Táxi                                  | Belle                  | |
| 2004 | Churrasco da Pesada                   | Segurança              | Também produtora                                                                                                 |
| 2004 | Um Salão do Barulho 2                 | Gina Norris            | |
| 2005 | Um Salão do Barulho                   | Gina Norris            | Também produtora                                                                                                 |
| 2005 | Os Muppets e o Mágico de Oz           | Tia Em                 | Telefilme |
| 2006 | Mais Estranho que a Ficção            | Penny Escher           | |
| 2006 | A Era do Gelo 2                       | Ellie                  | Voz |
| 2006 | As Férias da Minha Vida               | Georgia Byrd           | |
| 2007 | Life Support                          | Ana                    | Telefilme da HBO (também produtora) Venceu o Globo de Ouro de melhor atriz em minissérie ou filme para televisão |
| 2007 | Hairspray                             | Motormouth Maybelle    | |
| 2007 | Arctic Tale                           | Narradora              | |
| 2007 | The Perfect Holiday                   | Mrs. Christmas         | Também produtora                                                                                                 |
| 2008 | Loucas por Amor, Viciadas em Dinheiro | Nina Brewster          | |
| 2008 | Jogo de Amor em Las Vegas             | Dra. Twitchell         | |
| 2008 | A Vida Secreta das Abelhas            | August Boatwright      | |
| 2009 | A Era do Gelo 3                       | Ellie                  | Voz |
| 2010 | Jogada Certa                          | Leslie Wright          | |
| 2010 | Idas e Vindas do Amor                 | Paula Thomas           | |
| 2011 | O Dilema                              | Susan Warner           | |
| 2012 | A Era do Gelo 4                       | Ellie                  | Voz |
| 2012 | Canção do Coração                     | Vi Rose Hill           | |
| 2012 | Steel Magnolias                       | Mary Lynn Eatenton     | Telefilme da Lifetime                                                                                            |
| 2014 | 22 Jump Street                        | Mrs. Dickson           | |
| 2015 | Bessie                                | Bessie Smith           | Telefilme da HBO                                                                                                 |
| 2016 | A Era do Gelo: O Big Bang             | Ellie                  | Voz |
| 2016 | Milagres do Paraíso                   | Angela                 | |
| 2017 | Flint                                 | Iza Banks              | Telefilme da Lifetime                                                                                            |
| 2017 | Girls Trip                            | Sasha Franklin         | |
| 2019 | The Trap                              | Dr. Obayuwana          | |
| 2022 | The Tiger Rising                      | Willie May             | |
| 2022 | Hustle                                | Teresa Sugarman        | |
| 2022 | End of the Road                       | Brenda Beaumont        | |

### Televisão
| Ano       | Título                                    | Personagem               | Informações                                         |
| --------- | ----------------------------------------- | ------------------------ | --------------------------------------------------- |
| 1991      | Um Maluco no Pedaço                       | Marissa Redman / Dee Dee | Episódios: "She Ain't Heavy" / "Working It Out"     |
| 1993-1998 | Living Single                             | Khadijah James           | Papel Principal                                     |
| 1999-2001 | The Queen Latifah Show                    | Apresentadora            | Também criadora e produtora executiva               |
| 2001      | Spin City                                 | Robin Jones              | Episódios: "Yeah Baby!" / "Sleeping with the Enemy" |
| 2004      | Eve                                       | Simone                   | Episódio: "Sister, Sister"                          |
| 2004      | Os Padrinhos Mágicos                      | Pam Dromeda (voz)        | Episódio: "Crash Nebula"                            |
| 2005      | Grammy Awards                             | Apresentadora            | Premiação                                           |
| 2006      | America's Next Top Model                  | Ela mesma                | Episódio: "The Girl Who Hates Her Hair"             |
| 2008      | Saturday Night Live                       | Gwen Ifill               | Episódio: "Anne Hathaway/The Killers"               |
| 2009      | American Idol                             | Ela mesma                | 1 episódio                                          |
| 2010      | Entourage                                 | Ela mesma                | Episódio: "Porn Scenes from an Italian Restaurant"  |
| 2010      | 30 Rock                                   | Regina Bookman           | 2 episódios                                         |
| 2011      | Ice Age: A Mammoth Christmas              | Ellie                    | Voz / Especial de Natal                             |
| 2011-2012 | Single Ladies                             | Sharon Love              | 4 episódios / Produtora executiva                   |
| 2012      | Let's Stay Together                       | Bobbie                   | 1 episódios / Produtora executiva                   |
| 2013-2015 | The Queen Latifah Show                    | Apresentadora            | Também criadora e produtora executiva               |
| 2014      | Hot In Cleveland                          | Tia Esther Jean Johnson  | Episódio: "Strange Bedfellows"                      |
| 2015      | Lip Sync Battle                           | Ela mesma                | Episódio: "Queen Latifah vs. Marlon Wayans          |
| 2015      | The Wiz Live!                             | The Wiz                  | Especial musical da NBC                             |
| 2016      | Ice Age: The Great Egg-Scapade            | Ellie                    | Voz / Especial de TV                                |
| 2016-2019 | Star                                      | Carlotta Brown           | Papel Principal                                     |
| 2017      | Empire                                    | Carlotta Brown           | Episódio: "Noble Memory"                            |
| 2017      | Carpool Karaoke: The Series               | Ela mesma                | Episódio: "Queen Latifah & Jada Pinkett Smith"      |
| 2019      | The Little Mermaid Live!                  | Ursula                   | Especial musical da ABC                             |
| 2020      | Hollywood                                 | Hattie McDaniel          | 2 episódios                                         |
| 2021–2025 | The Equalizer                             | Robyn McCall             | Papel principal, produtora executiva                |
| 2023      | Ladies First: A Story of Women in Hip-Hop | Ela mesma                | Documentário                                        |

## Prêmios e Indicações

#### Oscar
| Ano  | Categoria                | Indicação | Notas    |
| ---- | ------------------------ | --------- | -------- |
| 2003 | Melhor Atriz Coadjuvante | Chicago   | Indicado |

#### Emmy Awards
| Ano  | Categoria                               | Indicação    | Notas    |
| ---- | --------------------------------------- | ------------ | -------- |
| 2007 | Melhor Atriz em Minissérie ou Telefilme | Life Support | Indicado |
| 2015 | Melhor Atriz em Minissérie ou Telefilme | Bessie       | Indicado |
| 2015 | Melhor Telefilme (como produtora)       | Bessie       | Venceu   |

#### Globo de Ouro
| Ano  | Categoria                               | Indicação    | Notas    |
| ---- | --------------------------------------- | ------------ | -------- |
| 2003 | Melhor Atriz Coadjuvante em Cinema      | Chicago      | Indicado |
| 2008 | Melhor Atriz em Minissérie ou Telefilme | Life Support | Venceu   |
| 2016 | Melhor Atriz em Minissérie ou Telefilme | Bessie       | Indicado |

#### SAG Awards
| Ano  | Categoria                            | Indicação    | Notas    |
| ---- | ------------------------------------ | ------------ | -------- |
| 2003 | Melhor Atriz Coadjuvante             | Chicago      | Indicado |
| 2003 | Melhor Elenco em Cinema              | Chicago      | Venceu   |
| 2008 | Melhor Elenco em Cinema              | Hairspray    | Indicado |
| 2008 | Melhor Atriz Minissérie ou Telefilme | Life Support | Venceu   |
| 2016 | Melhor Atriz Minissérie ou Telefilme | Bessie       | Venceu   |